# Hulbjerg Jættestue
Hulbjerg Jættestue er en jættestue 250 m øst for herregården Søgaard på den sydligste ende af Langeland.
Den blev bygget for 5000-7000 år siden og blev udgravet samt restaureret af Langelands Museum i 1960. Jættestuen blev brugt over mange hundrede år og indeholdte knogler fra mindst 53 mennesker samt rav, flint mm.
Af interessante fund er evidens for Danmarks ældste tandboring, samt en trepanation. som er en boring gennem kranieskallen. 